# Baie du Ha! Ha!
Cet article possède un paronyme, voir Baie des Ha! Ha!.

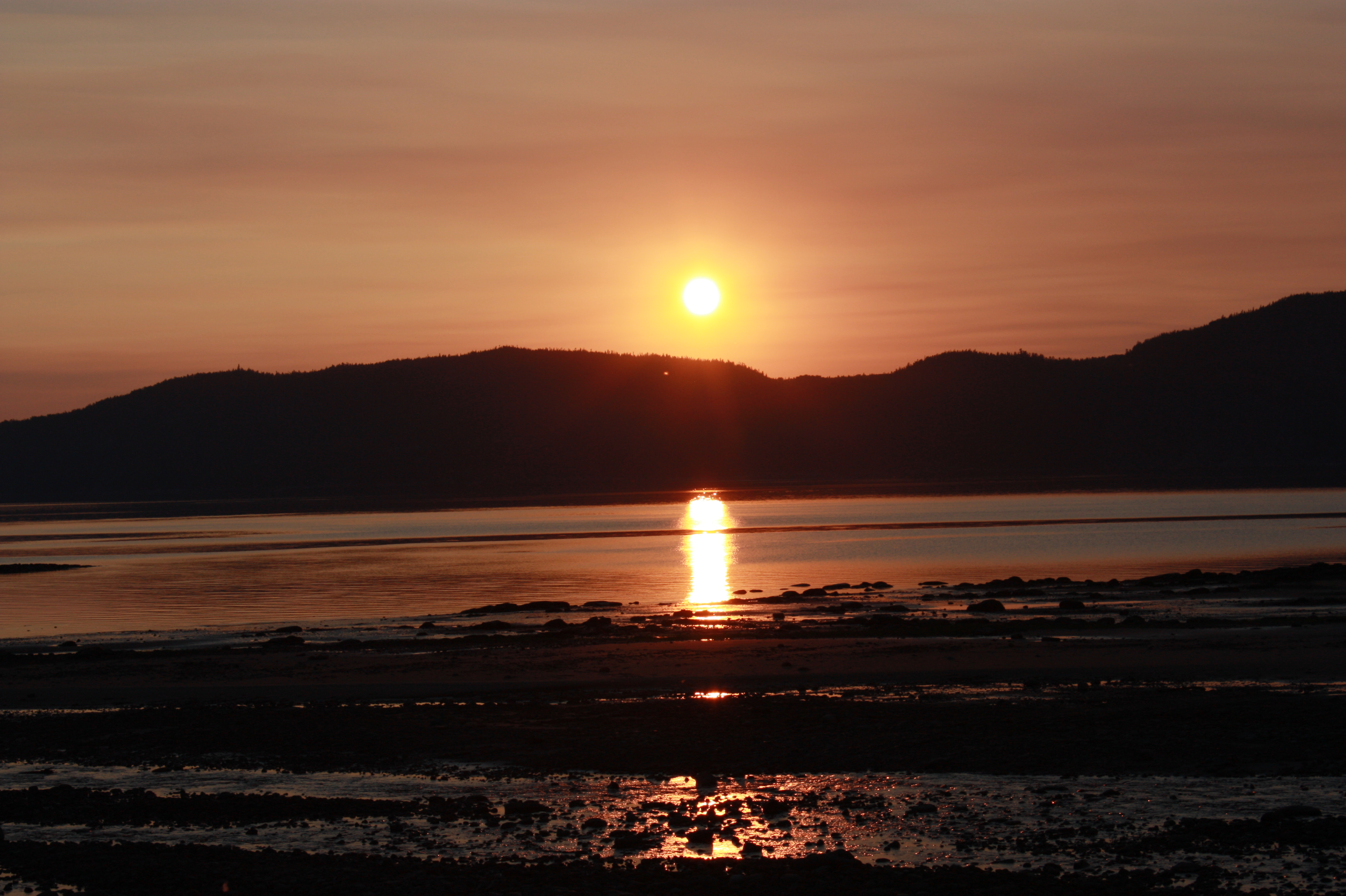
Coucher de soleil à la Baie du Ha! Ha!

La baie du Ha! Ha! est une baie située sur la rive sud du fleuve Saint-Laurent dans la région du Bas-Saint-Laurent dans l'Est du Québec au Canada. Elle est située dans la municipalité régionale de comté de Rimouski-Neigette à la hauteur de l'île du Bic et de la municipalité de paroisse de Saint-Fabien au Québec.

## Toponymie
Plusieurs théories existent quant à l'origine de son toponyme « Ha! Ha! ». Selon la Commission de toponymie du Québec, l'expression « Ha! Ha! » proviendrait du cri admiratif prononcé par les excursionnistes lorsqu'ils voient la baie en relation avec la beauté de la nappe d'eau et des « pittoresques paysages » qui l'entourent. Une autre théorie provenant des légendes locales et avancée par Sir James Lemoine mentionne que les Ha! Ha! sont plutôt des cris de plaintes des naufragés des navires qui se sont échoués sur les récifs situés à proximité. Une autre explication fait référence aux bruits fait par la vague à cet endroit lorsqu'elle heurte le rocher Alcide. Une autre origine du nom serait tirée d'une légende mentionnant que se serait le cri d'une femme qui y aurait échappé son enfant à l'eau en marchant sur la rive au pied du cap à l'Orignal. Folle de douleur, la mère aurait alors imploré les flots de lui rendre son enfant et aurait entendu par-dessus le bruit des vagues le son Ha! Ha! Ha! Ha!... Le lendemain ce même bruit semblait être celui d'une berceuse cherchant à endormir l'enfant,.
Historiquement, le nom de « bay ha ha » est mentionné une première fois sur la carte géographique tracée par Joseph Bouchette en 1831.

## Histoire

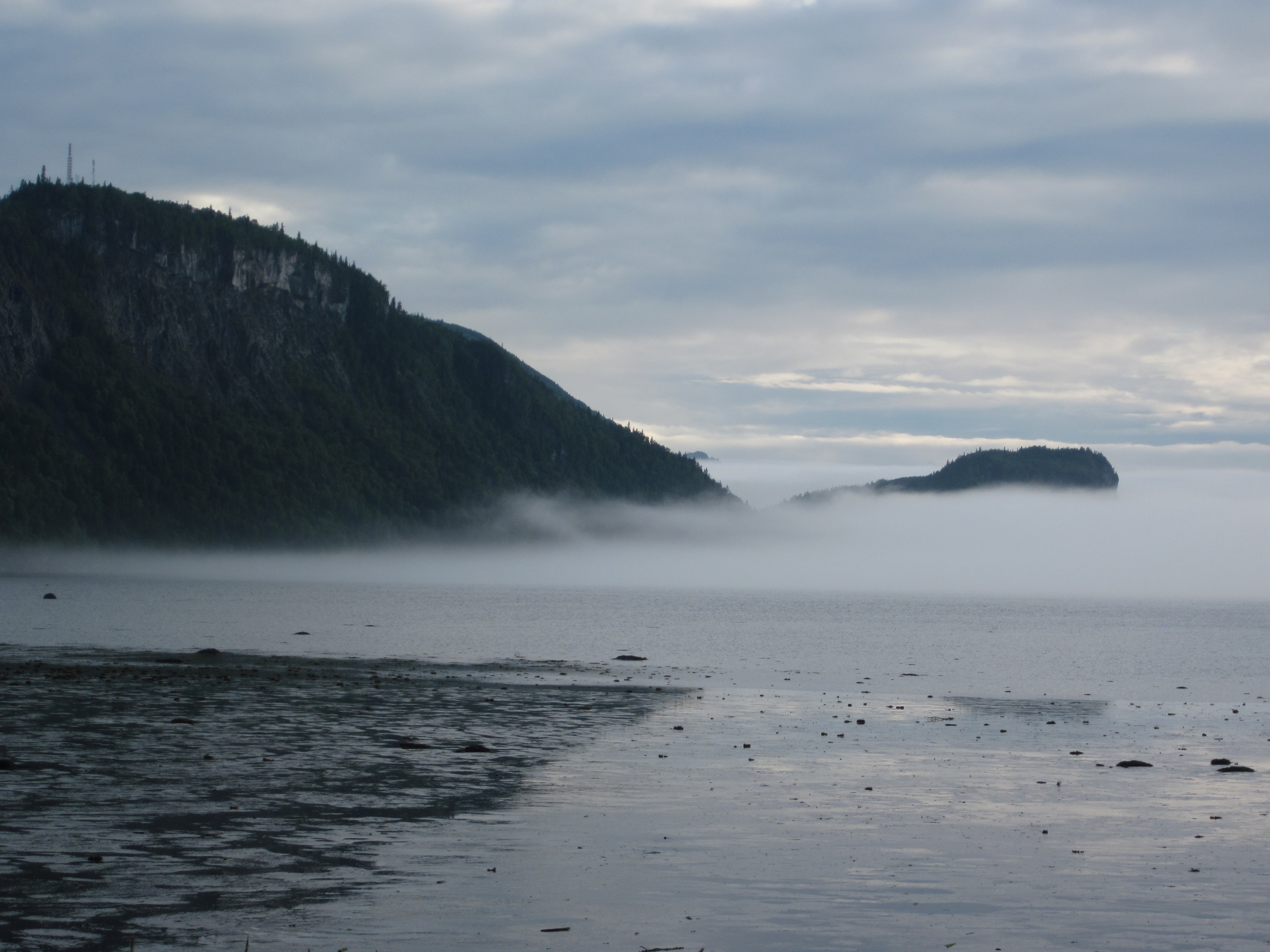
Baie du Ha! Ha!

Lors de la concession de la seigneurie Nicolas-Rioux en 1751, les autorités de la Nouvelle-France établissent la baie du Ha! Ha! comme délimitation de la frontière entre la nouvelle seigneurie et la seigneurie du Bic. D'ailleurs la seigneurie sera quelquefois appelée « seigneurie de la baie du Ha! Ha! ». 